# پولادلی، آغجه‌بدی
پولادلی (به لاتین: Poladlı) یک منطقه مسکونی در جمهوری آذربایجان است که در شهرستان آغجه‌بدی واقع شده است. پولادلی ۱۳۰۰ نفر جمعیت دارد.